# Dolmen du Colombier

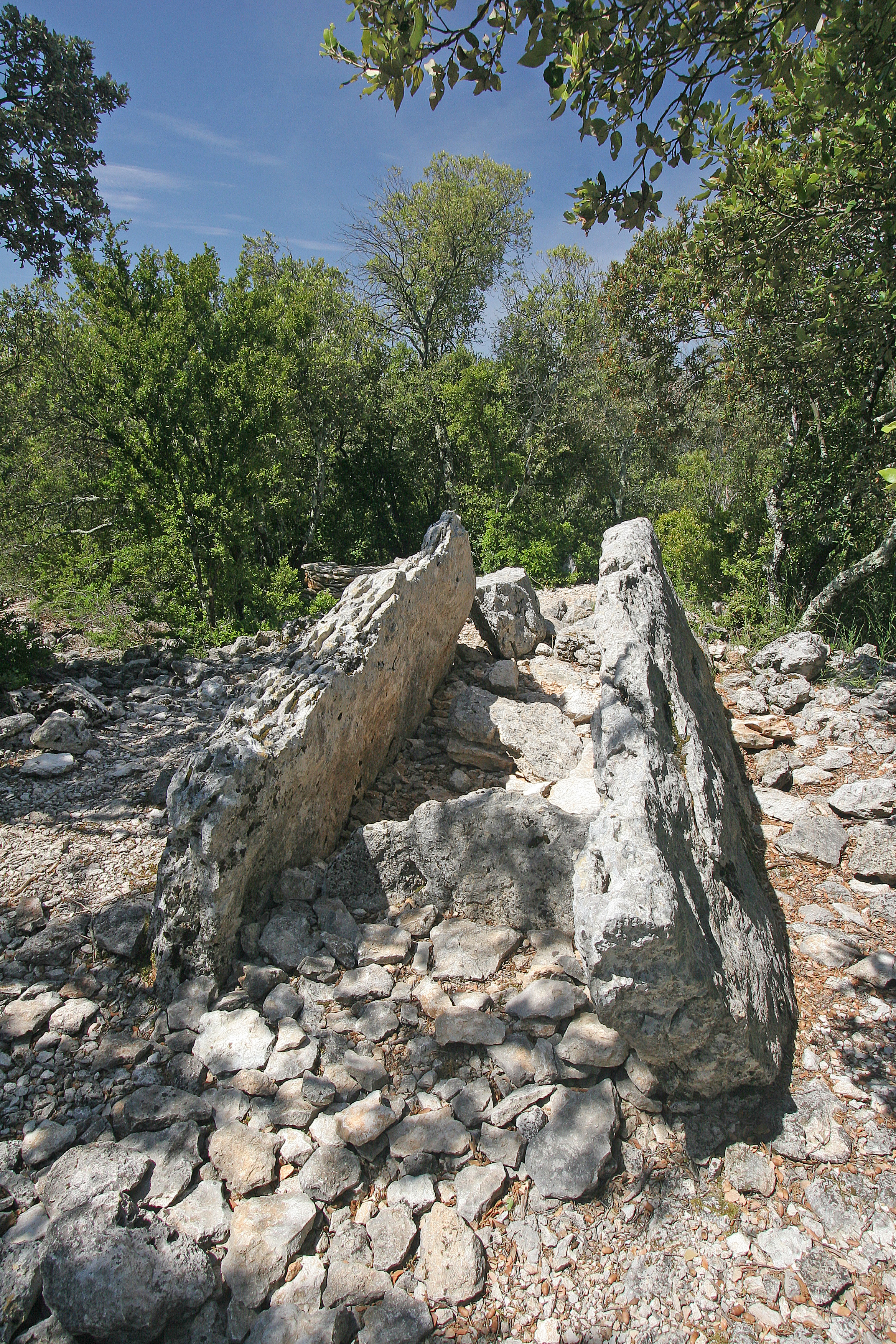
Dolmen du Colombier

Der Dolmen du Colombier (auch Dolmen de Grosse Pierre genannt) liegt südlich des Hauptorts der Gemeinde Bidon bei Pierrelatte im Département Ardèche in Frankreich. Er zählt zu den „Dolmens de l’Ardèche“, die mit 800 Dolmen hinter der Bretagne das zweitgrößte megalithische Areal bilden. Dolmen ist in Frankreich der Oberbegriff für neolithische Megalithanlagen aller Art (siehe: Französische Nomenklatur).
Der Dolmen ist nicht zu verwechseln mit der Allée couverte du Colombier in der Schweiz, dem Dolmen du Colombier von Saint-Jean-d’Aubrigoux im Département Haute-Loire, dem von Aubigné-Racan im Département Sarthe oder dem Tumulus von Colombiers-sur-Seulles im Département Calvados.
Der aus zwei Kalksteinplatten bestehende Dolmenrest liegt in den Resten eines Cairns mit einer Höhe von etwa 1,0 Meter und besteht im Wesentlichen aus den beiden langen seitlichen Tragsteinen.

Dolmen du Colombier
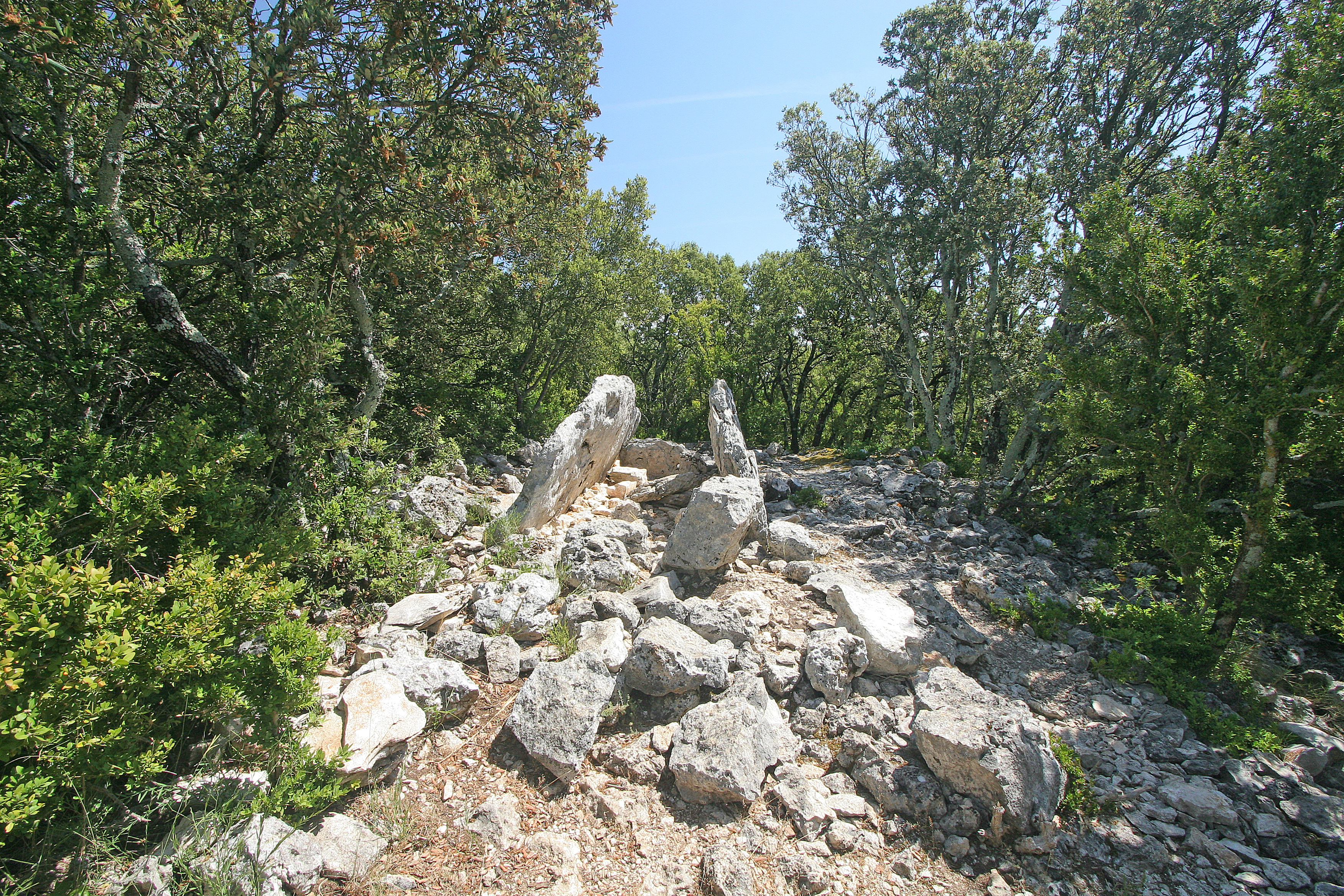
Dolmen du Colombier
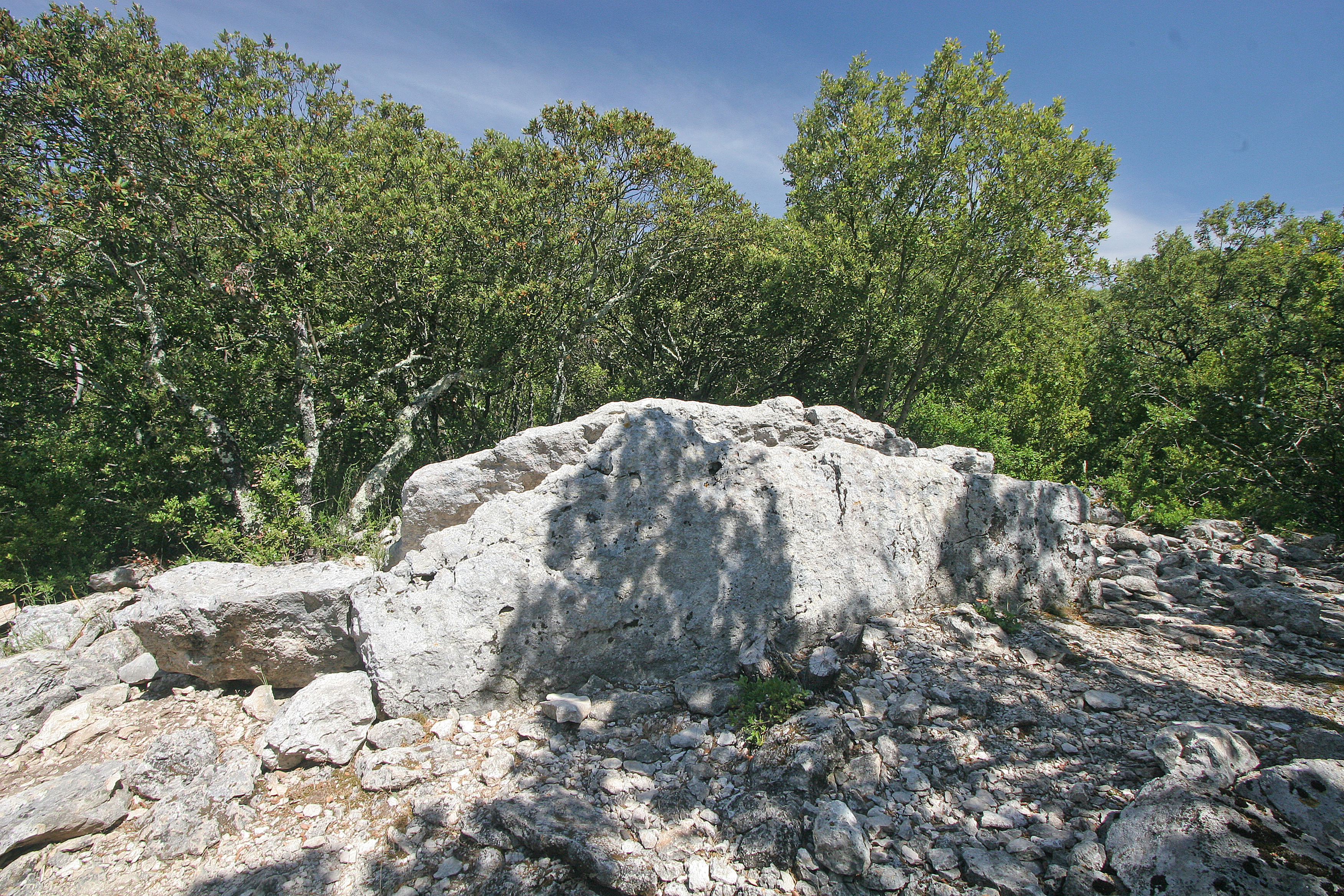
Dolmen du Colombier
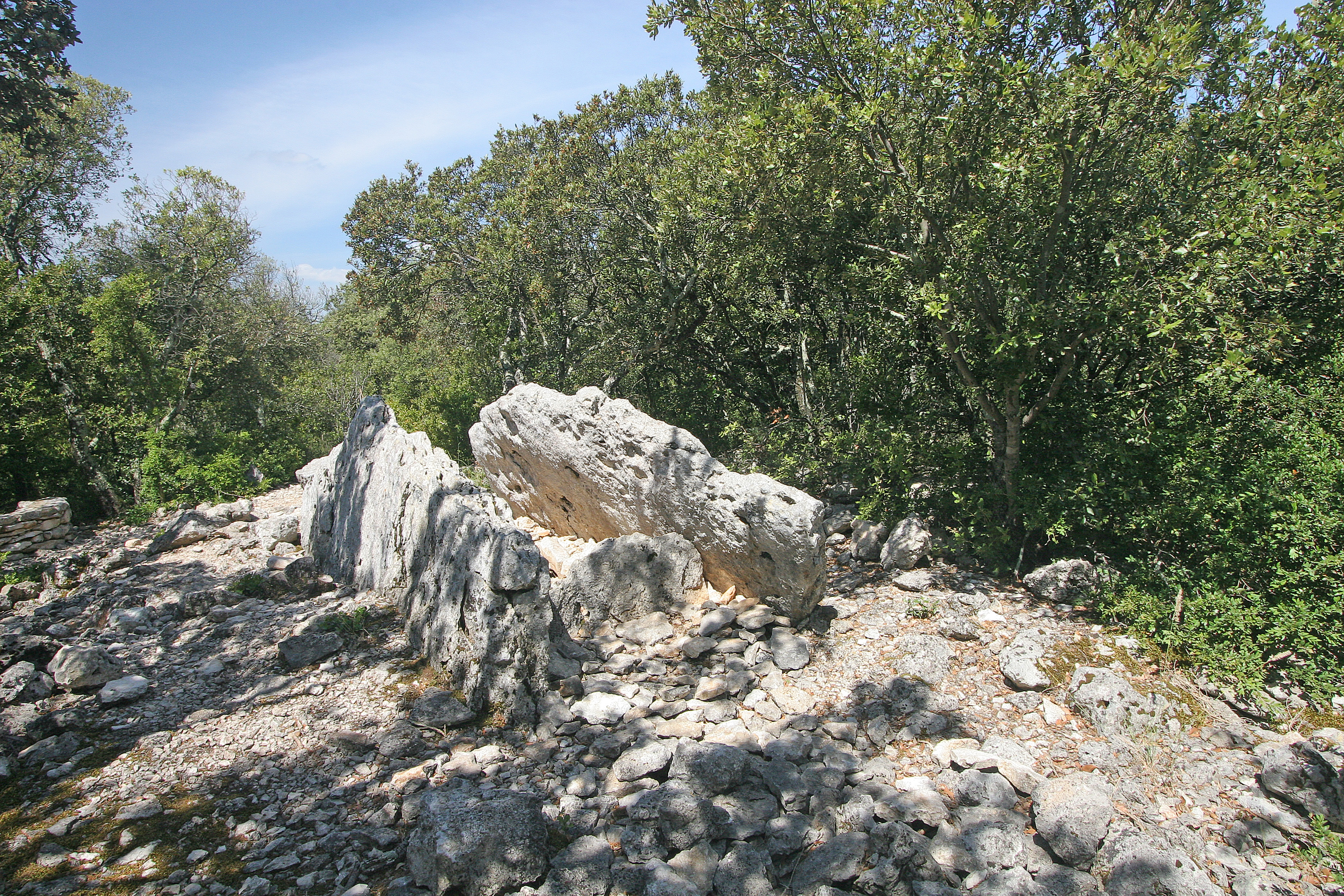
Dolmen du Colombier
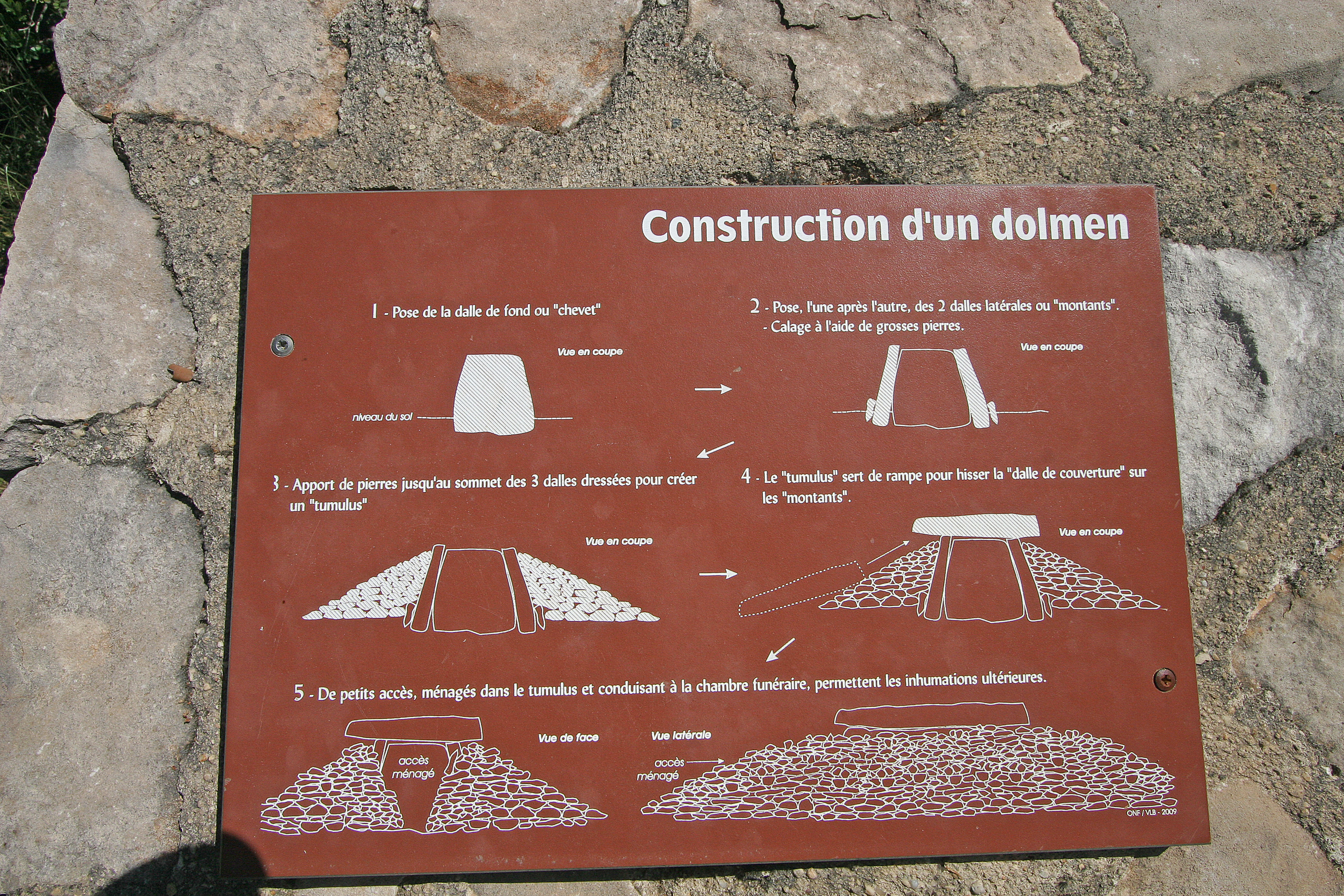
Dolmen du Colombier

In der Nähe steht der etwa 3,5 m hohe Menhir de Grosse Pierre, einer von nur neun erhaltenen Menhiren im Département.